# Suctobelbella penicillata
Suctobelbella penicillata är en kvalsterart som först beskrevs av Balogh och Sandór Mahunka 1966.  Suctobelbella penicillata ingår i släktet Suctobelbella och familjen Suctobelbidae. Inga underarter finns listade i Catalogue of Life.